# Lockhartia bennettii
Lockhartia bennettii är en orkidéart som beskrevs av Dodson. Lockhartia bennettii ingår i släktet Lockhartia och familjen orkidéer.
Artens utbredningsområde är Peru. Inga underarter finns listade i Catalogue of Life.